# Wadjakmens

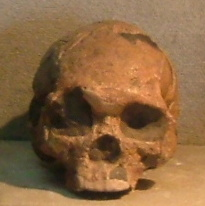
Replica van de Wadjak 1-schedel

De wadjakmens is een prehistorische mens, waar fossiele overblijfsels van gevonden zijn op het eiland Java. Er zijn twee individuen bekend, beiden gevonden in een grot in de helling van de Gunung Lawa. De wadjakmens moet tussen 10.000 en 6.000 jaar geleden geleefd hebben en wordt gerekend tot de vroege moderne mens.

## Individuen
De eerste vondst (Wadjak 1) werd gedaan door de mijnbouwkundig ingenieur B.D. van Rietschoten op 24 oktober 1888. Het betrof een schedel, die via conservator van de Koninklijke Natuurkundige Vereeniging C.P. Sluiter werd doorgestuurd naar de paleontoloog Eugène Dubois (1858-1940), die op dat moment opgravingen op Sumatra deed. Dubois zag dat de schedel van een mens was, maar dacht dat deze niet verwant was aan de huidige bewoners van de Soenda-eilanden en bedacht de naam Homo wadjakensis, oftewel wadjakmens. Hij besloot zelf een opgraving te beginnen op de Gunung Lawu, wat in september 1890 een tweede, minder complete schedel opleverde (Wadjak 2). Dubois was op zoek naar een tussenvorm in de evolutie van de mens, en aangezien de Wadjakmens een "moderne" mens is, verloor hij na publicatie interesse, ook omdat hij een paar jaar later oudere fossielen vond, die hij javamens noemde (tegenwoordig bekend als Homo erectus).
Dubois nam in 1895 beide schedels met zich mee naar Nederland en meldde hun vondst weer in mei 1920, ze presenterend als mogelijke voorouders van de aboriginals. Beide vondsten bevinden zich tegenwoordig in de collectie van het natuurhistorisch museum Naturalis in Leiden.

## Onderzoek
De datering van de wadjakmens is moeilijk gebleken, ook omdat niet helemaal duidelijk is welke stratigrafische positie de fossielen hebben ten opzicht van elkaar. De meest gangbare hypothese is dat ze een Holocene ouderdom hebben, tussen 10.000 en 6000 jaar oud. Dit wordt bevestigd door apatietdatering van de schedels en het feit dat de andere op de locatie gevonden fossielen, zoals van Tapirus indicus, allemaal tegenwoordig nog steeds op Java voorkomende soorten zijn.
Dubois schreef in 1922 opnieuw over de wadjakmens. Zijn hypothese was dat het "proto-Australiërs" waren, de voorouders van de Australische Aborigines. Auteurs die deze hypothese aanhangen wijzen op de morfologische overeenkomsten tussen de wadjakmens en in Australië zelf gevonden fossielen van prehistorische Aborigines. Hoewel de wadjakmens gemiddeld robuuster gebouwd was dan de huidige Javaanse bevolking, is de overeenkomst met Australische fossielen gemiddeld niet groter dan met vondsten elders ter wereld.

## Creationisme
De Amerikaanse creationist Duane Gish beschuldigde Dubois in de jaren tachtig van de vorige eeuw ervan de vondst van de wadjakmens geheim te hebben willen houden, omdat deze vondst de evolutie van de mens uit een aapachtige voorouder zou tegenspreken. Gish bleef deze beschuldiging herhalen, ook nadat hij op de hoogte van Dubois' publicaties werd gebracht. Gish beredeneerde dat Dubois inzag dat de wadjakmens dezelfde ouderdom had als Homo erectus, die door Dubois als missende schakel tussen mens en aapachtige voorouder werd gezien. Daarom kan Homo erectus volgens Gish nooit een directe voorouder van moderne mensen zijn. De dateringen van de javamens wijzen echter uit dat deze in het Midden- tot Laat-Pleistoceen leefde, meer dan twintigmaal zo lang geleden als de wadjakmens.